# Harmonia (Río Grande del Sur)
Harmonia es un municipio brasileño del estado del Rio Grande do Sul. Se localiza a una latitud 29º32'52" sur y a una longitud 51º25'32" oeste, estando a una altitud de 126 metros. Posee un área de 48,663 km² y su población estimada en 2004 era de 3 959 habitantes.
Harmonia está próxima a la ciudad de São Sebastião do Caí, y a 80 km de la capital, Porto Alegre.